# Big Knife Provincial Park
Big Knife Provincial Park är en park i Kanada.   Den ligger i provinsen Alberta, i den centrala delen av landet, 2 700 km väster om huvudstaden Ottawa. Big Knife Provincial Park ligger 715 meter över havet. Arean är 2,4 kvadratkilometer.
Terrängen runt Big Knife Provincial Park är platt. Trakten runt Big Knife Provincial Park är nära nog obefolkad, med mindre än två invånare per kvadratkilometer.. Närmaste större samhälle är Forestburg, 13,7 km nordost om Big Knife Provincial Park.
Trakten runt Big Knife Provincial Park består till största delen av jordbruksmark.